# Von Runneberg
von Runneberg är en utslocknad svensk adelsätt under 1600-talet.

## Historik
Endast den adlade själv är känd med namnet. Han hette före adlandet Arvid Runneberg (1645–1697) och var son till tygmästaren Håkan Arvidsson. Han var anställdes vid artilleriet 1660. Han var fortifikationskassör i Riga, blev 1670 artilleribokhållare i Estland, Livland och Ingermanlandoch 1674 tygmästare vid artilleriet 1674. Han adlades 1680 med namnet  von Runneberg och introducerades på Riddarhuset samma år under adlig ätt nummer 966. Han var sannolikt ogift och slöt själv sin ätt. 

## Kända personer
- Arvid von Runneberg (1645–1697), tygmästare.[1]